# Jefrūd-e Bālā
Jefrūd-e Bālā (persiska: جفرود بالا) är en ort i Iran.   Den ligger i provinsen Gilan, i den norra delen av landet, 250 km nordväst om huvudstaden Teheran. Antalet invånare är 366.
Terrängen runt Jefrūd-e Bālā är mycket platt. Runt Jefrūd-e Bālā är det tätbefolkat, med 659 invånare per kvadratkilometer. Närmaste större samhälle är Khoshk-e Bījār, 9,8 km sydost om Jefrūd-e Bālā. Trakten runt Jefrūd-e Bālā består till största delen av jordbruksmark.